# ディーパー・アンダーグラウンド
「ディーパー・アンダーグラウンド」(Deeper Underground)は、ジャミロクワイの楽曲。

## 概要
- 映画『GODZILLA』のサウンドトラックに初収録されたのち、日本では『ファンク・オデッセイ』の日本盤ボーナス・トラックとして収録された。イギリスでは「シンクロナイズド」に収録された。
- 自身初となる全英シングルチャート1位獲得作。
- 1998年7月に先行発売されたシングルのベースはステュアート・ゼンダーが演奏しているが、その後ゼンダーが離脱したため、1年後のアルバムに収録された演奏はニック・ファイフが行っている(アルバム「シンクロナイズド」の「メンバーの離脱」参照)。
- バンドリーダーのジェイ・ケイが歌詞を書いたが「恐竜」とか「死ぬ」とか使ってはならず、みんながゴジラを気の毒に思うような歌詞を書くよう映画会社から複数回修正依頼が入った。しかしバンドは新作アルバムを作成中でありこの1曲だけに時間もかけられず、レコーディング締切の4日前になってしまった。最終的には(プレッシャーをかけるため)関係者が自宅まで来てドアの外で立って待たれたため、適当に1時間で修正して出したらそれが気に入られた。ケイとしては適当バージョンの歌詞だったため、これでは売れないだろうと半ば諦めていたが初登場1位となり驚いた[1][2](と言うエピソードをイギリス全国放送、北米やスペイン語圏でも放送させた当時のソニーもまた販売のプロと言える)。
- 初登場1位になったことを受けバンドや関係者は祝賀パーティーを行なったそう(パーティー会場はケイの自宅付近であり、ロンドン市内ではなかったそう)。1998年7月は前述の通りゼンダーとバンドの関係が悪化している時期であったが、1位になった喜びはみんな同じであり、その日だけはみんなで明るく祝ったそう[1]。1位になったため、1998年7月24日にイギリスの高視聴率音楽番組「トップ・オブ・ザ・ポップス」に生出演して本楽曲を演奏した[3]。この日の出演がゼンダーがジャミロクワイとして演奏した最後の出演となり、その3ヶ月後の10月末にゼンダーはジャミロクワイを離脱した。

## ミュージックビデオ
- ミュージックビデオでは20トンの水が流れ出しているが、これはエキストラには事前に伝えず、慌てる素の様子を撮影した。
- ラストシーンでケイは体を水に浸けなければならなかったが、水は床や部屋にあるゴミなどを含んで真っ黒で冷たく、身体中が痒くなった[2]。
- この撮影のため、ケイは初めてハリウッドのスタジオに入った。

## 売上ランキング
| 国別ヒットチャート(1998)                 | 最高順位 |
| ---------------------------------------- | -------- |
| オーストラリア (ARIA)                    | 46       |
| オーストリア (Ö3 Austria Top 40)         | 28       |
| ベルギー (Ultratop 50 Flanders)          | 49       |
| ベルギー (Ultratop 50 Wallonia)          | 20       |
| Europe (Eurochart Hot 100)               | 6        |
| フィンランド (Suomen virallinen lista)   | 8        |
| フランス (SNEP)                          | 24       |
| ドイツ (GfK Entertainment charts)        | 30       |
| Iceland (Íslenski Listinn Topp 40)       | 2        |
| アイルランド (IRMA)                      | 9        |
| Italy (Musica e dischi)                  | 7        |
| オランダ (Dutch Top 40)                  | 19       |
| オランダ (Single Top 100)                | 18       |
| ニュージーランド (Recorded Music NZ)     | 33       |
| スコットランド (Official Charts Company) | 1        |
| Spain (AFYVE)                            | 10       |
| スウェーデン (Sverigetopplistan)         | 44       |
| スイス (Schweizer Hitparade)             | 9        |
| UK シングルス (OCC)                      | 1        |
| US Dance Club Songs (Billboard)          | 22       |

| 国別ヒットチャート(1998)           | 最高順位 |
| ---------------------------------- | -------- |
| Europe (Eurochart Hot 100)         | 71       |
| Iceland (Íslenski Listinn Topp 40) | 20       |
| UK Singles (OCC)                   | 55       |

| 国/地域        | 認定   | 認定/売上数 |
| -------------- | ------ | ----------- |
| イギリス (BPI) | Silver | 339,100     |

## トラック・リスト
日本盤CDシングル
1. ディーパー・アンダーグラウンド (ラジオ・エディット)　- 3:36
2. ディーパー・アンダーグラウンド - 4:46
3. ディーパー・アンダーグラウンド (ジャミロジラ・ミックス) - 6:59
4. ハイ・タイムズ (ラジオ・エディット) - 4:14